# Buslijn 19 (Haaglanden)
Buslijn 19 van HTM is een voormalige buslijn in de regio Haaglanden, in de Nederlandse provincie Zuid-Holland. Ook was het een stadslijn in Zoetermeer.

## Geschiedenis
1927: in het tramplan 1927 was een tramlijn 19 voorzien als zomerlijn tussen Spoorwijk en de Kranenburgweg bij de haven. Door de financiële crisis gaat dit niet door. Het zou tot 2010 duren voor er een -totaal andere- tramlijn 19 ging rijden. 

### 1955-1984

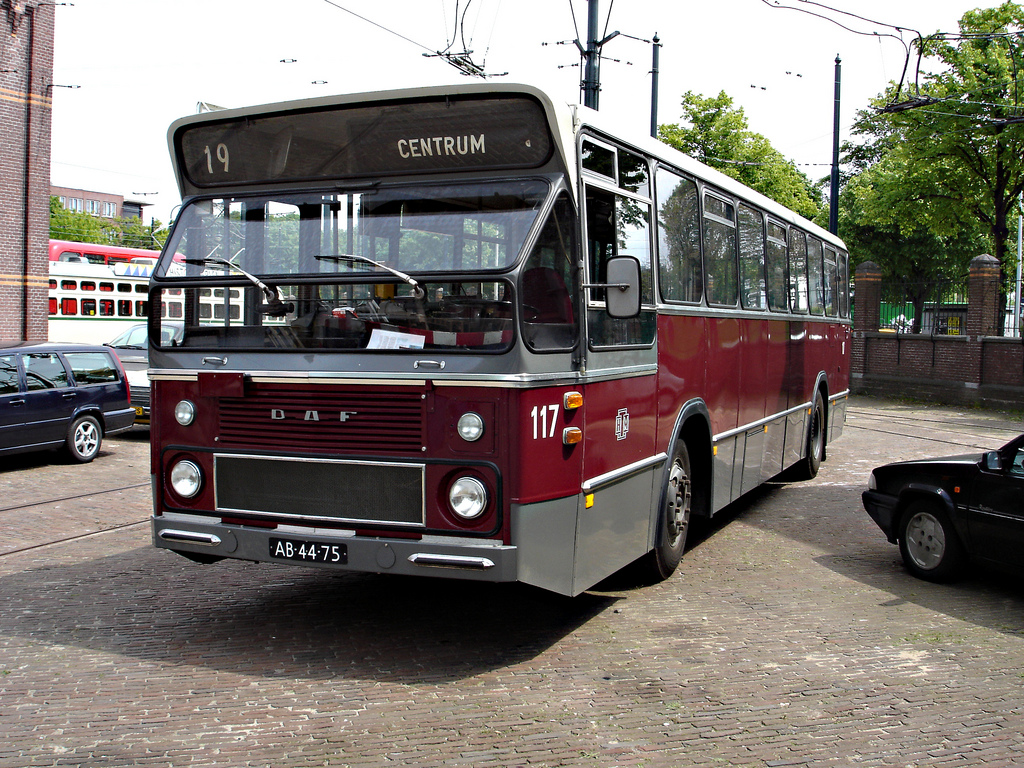
CSA-1 museumbus 117 ingefilmd als lijn 19

- 1 november 1955: Buslijn 19 werd ingesteld op het traject De Savornin Lohmanplein - Loosduinsevaart - Lijnbaan - Grote Marktstraat - station Hollands spoor. Alle Haagse buslijnen kregen een lijnnummer in plaats van een letter en dit werd het nieuwe nummer van lijn D, die sinds 1946 bestond.
- 30 oktober 1966: De lijn werd vanaf het De Savornin Lohmanplein verlengd naar de Beethovenlaan in de toen nieuwe wijk Waldeck. Dit eindpunt werd van 1973-1983 gedeeld met lijn 26.
- Van 1966 t/m 1970 werd in de spitsrichting een gedeelte van het traject ook bereden door sneldienst 19S.
- 3 november 1974:  Er werd een nieuwe lijn 2 ingesteld tussen Kraayenstein en het centrum waarna het drietal 2, 19 en 26 de verbinding tussen Loosduinen en het centrum verzorgde. Hiervan was lijn 19 de belangrijkste en meest frequente lijn.
- 2 oktober 1983: Lijn 19 werd door de indienststelling van de nieuwe tramlijn 2 ingekort tot Waldeck - De Savornin Lohmanplein in aansluiting op tramlijn 3. Op dit minitraject werd een hoge frequentie geboden.
- 1 april 1984: Omdat voor de chauffeurs het minitraject als een 'rondje om de kerk' werd ervaren, werd besloten lijn 19 op te heffen en het traject toe te voegen aan lijn 14 met korttrajectdiensten. Na de verlenging van lijn 3 een jaar later vervielen deze diensten.

### 1998-1999
- 24 augustus 1998: De tweede lijn 19 was een pendelbuslijn op het traject station Rijswijk - Wateringseveld.
- 3 juli 1999: De dienst werd gesplitst in Steenvoorde - Wateringse Veld (maandag-zaterdag 9-16 uur) en een korter traject station Rijswijk - Wateringseveld ('s avonds en op zondag).
- 23 augustus 1999: Lijn 19 werd opgeheven. Door de verlenging van tramlijn 17 naar Wateringen was de lijn niet meer nodig.

### Zoetermeer
Tussen 1994 en 2000 was er een streekbuslijn 19 actief als stadsdienst tussen station Centrum-west en Rokkeveen. Het was een ringlijn; 19 reed in de ene richting, rechtsom, en 18 in de andere. In 2000 werden deze lijnen vernummerd in 71 & 72.